# Войно-Ясенецкие
Войно-Ясенецкие (пол. Wojno-Jasienieccy) — польский дворянский род герба Трубы, принявший русское подданство.
Род этот, западнорусского происхождения, известен с XVI века. Николай Войно-Ясенецкий был каштеляном новогрудским (1684—1698), а Константин — каштеляном минским (1701).
Из другой отрасли Самуил Войно-Ясенецкий († 1691) был войским витебским. Потомки его внесены в I и II часть дворянской родословной книги Могилёвской губернии.
- Лука (Войно-Ясенецкий) (1877—1961) — Святитель. Профессор медицины и духовный писатель, епископ Русской православной церкви; с апреля 1946 года — архиепископ Симферопольский и Крымский.